# Ateismo di Stato
     Paesi che praticarono in precedenza l'ateismo (sono inclusi anche i casi discussi della Repubblica Democratica Tedesca, del Messico, dello Yemen del Sud e della Francia rivoluzionaria)
     Paesi che attualmente praticano l'ateismo

Paesi che praticarono in precedenza l'ateismo (sono inclusi anche i casi discussi della Repubblica Democratica Tedesca, del Messico, dello Yemen del Sud e della Francia rivoluzionaria)
Paesi che attualmente praticano l'ateismo

L'ateismo di Stato è il rifiuto ufficiale da parte di uno Stato di qualsiasi tipo di religione in favore dell'ateismo.

## Distinzione tra ateismo di Stato e governo laico
L'ateismo di Stato non va confuso con l'anticlericalismo, cioè con lo sforzo di ridurre il potere economico e politico del clero in politica. Non va ugualmente confuso con la neutralità religiosa, nella quale un governo riconosce la necessità legale della separazione tra Stato e religione. Uno Stato che promuove o predilige una religione implica un sistema politico che favorisce una tradizione a danno delle altre; dove viene invece separato lo Stato dalla Chiesa vengono protetti i gruppi religiosi minori. Infine, lo Stato ateo non va confuso con Stati dove è in atto la persecuzione di certe religioni a favore di altre. Lo Stato ateo si oppone in modo uguale a tutte le religioni.
Pertanto, l'ateismo di Stato implica che il governo si opponga attivamente alla professione di ogni forma di religione, mentre il governo laico implica che il governo abbia un punto di vista neutrale sulle questioni religiose.

## L'ateismo di Stato nel mondo
L'unico Stato ateo per legge fu l'Albania, dove Enver Hoxha, nel 1967, dichiarò l'ateismo di Stato, introducendo una legge che vietava la creazione di associazioni religiose, la presenza di luoghi di culto (ordinando la distruzione o la riconversione di quelli esistenti), la vendita o la pubblicazione di materiale religioso e l'insegnamento religioso. Tutte le pratiche religiose furono vietate e perseguitate, anche quelle in privato. Queste disposizioni furono confermate nella costituzione albanese del 1976 dagli articoli 37 e 55, che stabilivano rispettivamente che lo Stato non riconosceva alcuna religione e che erano vietate le associazioni, la propaganda e le attività religiose. Numerosi furono i religiosi cristiani e musulmani, i laici e gli oppositori torturati e martirizzati dal regime.

### Stati ufficialmente atei
In altri Stati basati (in passato o tuttora) sul socialismo reale e la visione di ateismo marxista-leninista, l'ateismo di Stato non è stabilito per legge, ma viene favorito dalle politiche governative. La maggioranza di questi Stati hanno sostenuto (e sostengono) la propaganda atea e si dichiarano atei. Precisamente ciò avvenne in:
- RSFS Russa (1917-1922[4])
- Unione Sovietica (1922-1991, abolito da Gorbačëv)
- Mongolia (1924-1989, abolito con la fine dell'Unione Sovietica)
- Cuba (1962-1992, ha decretato de facto la fine dell'ateismo di Stato nel 1992[5]).
- Romania (1947-1989)
- Bulgaria (1946-1989)
- Polonia (1947-1989)
- Cecoslovacchia (1948-1989)
- Ungheria (1949-1989)
- Albania (1946-1989, dal 1967 al 1989 l'unico Stato ateo per legge in costituzione al mondo)
- Jugoslavia (1945-1991)
- Yemen del Sud (1971-1978)[6]
- Afghanistan (1978-1992)
- Kampuchea Democratica (1975-1979)
- Repubblica Popolare Democratica d'Etiopia (1987-1991)
- Vietnam (1954 – tuttora in vigore; dal 1954 per il Vietnam del Nord, e dal 1976 per tutto il Vietnam).
- Corea del Nord (1948 - tuttora in vigore; ufficialmente è uno Stato ateo e nonostante la libertà religiosa sia garantita dalla costituzione, in pratica è fortemente limitata).[7]
- Cina (1949 - tuttora in vigore, nonostante le religioni siano tollerate, se non in contrasto con il governo).

### Ateismo di Stato ufficioso o di fatto
Sono comunque esistiti regimi marxisti che non hanno appoggiato ufficialmente l'ateismo di Stato, ma solo de facto, pur essendo stati fortemente laici, per esempio:  
- Germania Est (1949-1990[8][9])

e anche due Paesi retti da regimi non marxisti che hanno perseguito in passato una politica ufficiosa di ateismo di Stato:
- Francia (24 novembre 1793-6 dicembre 1793[10])
- Messico (1926-1929[11])